# 在日マダガスカル人
在日マダガスカル人（ざいにちマダガスカルじん）は、日本に一定期間在住するマダガスカル国籍の人々である。

## 統計
日本の法務省の在留外国人統計によると、2018年6月末時点で在日マダガスカル人は123人である。
在留資格別（3位まで）
| 順位 | 在留資格 | 人数 |
| ---- | -------- | ---- |
| 1    | 留学     | 45   |
| 2    | 永住者   | 22   |
| 3    | 家族滞在 | 18   |

都道府県別（3位まで）
| 順位 | 都道府県 | 人数 |
| ---- | -------- | ---- |
| 1    | 東京     | 24   |
| 2    | 北海道   | 20   |
| 3    | 千葉     | 10   |
| 3    | 京都     | 10   |